# Ports de plaisance des Alpes-Maritimes et de la principauté de Monaco
Cet article dresse une liste de ports des Alpes-Maritimes et de la principauté de Monaco.

## Liste
| N° | Commune               | Nom                           | Coordonnées                       | Places | Commentaire                                     |
| -- | --------------------- | ----------------------------- | --------------------------------- | ------ | ----------------------------------------------- |
| 1  | Théoule-sur-Mer       | La Figueirette                | 43° 28′ 59,04″ N, 6° 55′ 59,77″ E | 254    |                                                 |
| 2  | Théoule-sur-Mer       | La Galère                     | 43° 29′ 57,42″ N, 6° 57′ 21,62″ E | 254    |                                                 |
| 3  | Théoule-sur-Mer       | Théoule                       | 43° 30′ 33,89″ N, 6° 56′ 22,22″ E | 185    | Port de pêche et plaisance                      |
| 4  | Mandelieu-la-Napoule  | La Rague                      | 43° 30′ 51,39″ N, 6° 56′ 21,78″ E | 314    |                                                 |
| 5  | Mandelieu-la-Napoule  | La Napoule                    | 43° 31′ 17,95″ N, 6° 56′ 42,31″ E | 913    |                                                 |
| 6  | Cannes                | Port du Béal                  | 43° 32′ 07,38″ N, 6° 57′ 16,06″ E | 332    |                                                 |
| 7  | Cannes                | Vieux port                    | 43° 32′ 42,02″ N, 7° 01′ 06,51″ E | 800    | Pêche + commerce + Grands yachts                |
| 8  | Cannes                | Pierre Canto                  | 43° 32′ 28,83″ N, 7° 01′ 46,69″ E | 650    | Grands yachts                                   |
| 9  | Cannes                | Yacht club                    | 43° 32′ 13,38″ N, 7° 02′ 03,77″ E | -      | Privé                                           |
| 10 | Cannes                | Mouré rouge                   | 43° 32′ 29,44″ N, 7° 02′ 33,18″ E | 300    |                                                 |
| 11 | Golfe-Juan            | Vieux port                    | 43° 33′ 46,1″ N, 7° 04′ 36,67″ E  | 856    | Pêcheurs                                        |
| 12 | Golfe-Juan            | Camille Rayon                 | 43° 33′ 46,1″ N, 7° 04′ 36,67″ E  | 841    | Grands yachts                                   |
| 13 | Juan-les-Pins         | Port Gallice                  | 43° 33′ 45,35″ N, 7° 06′ 45,31″ E | 525    |                                                 |
| 14 | Juan-les-Pins         | Port du Croûton               | 43° 33′ 33,44″ N, 7° 07′ 09,21″ E | 400    | Pêcheurs                                        |
| 15 | Antibes               | Port de la Salis              | 43° 34′ 12,53″ N, 7° 07′ 53,08″ E | 200    | Pêcheurs                                        |
| 16 | Antibes               | Port Vauban                   | 43° 35′ 26,33″ N, 7° 07′ 55,75″ E | 1700   | Pêcheurs, grands Yachts, quai des milliardaires |
| 17 | Villeneuve-Loubet     | Marina Baie des anges         | 43° 37′ 56,36″ N, 7° 08′ 22,27″ E | 529    |                                                 |
| 18 | Cagnes-sur-Mer        | Cros de Cagnes                | 43° 39′ 23,01″ N, 7° 10′ 14,27″ E | 37     |                                                 |
| 19 | Saint-Laurent-du-Var  | SaintLaurent                  | 43° 39′ 15,94″ N, 7° 10′ 43,93″ E | 1087   |                                                 |
| 20 | Nice                  | Port Lympia                   | 43° 41′ 25,13″ N, 7° 17′ 17,76″ E | 500    | Pêche, commerce, plaisance, liaisons Corse      |
| 21 | Villefranche-sur-Mer  | Port de Villefranche          | 43° 41′ 57,29″ N, 7° 18′ 37,98″ E | 420    |                                                 |
| 22 | Saint-Jean-Cap-Ferrat | Port de Saint Jean Cap Ferrat | 43° 41′ 30,43″ N, 7° 20′ 07,92″ E | 560    |                                                 |
| 23 | Beaulieu-sur-Mer      | Port des Fourmis              | 43° 42′ 10,63″ N, 7° 19′ 55,64″ E | 260    |                                                 |
| 24 | Beaulieu-sur-Mer      | Port de Beaulieu              | 43° 42′ 28,29″ N, 7° 20′ 22,07″ E | 770    |                                                 |
| 25 | Cap d'Ail             | Port de Cap d'Ail             | 43° 43′ 23,81″ N, 7° 24′ 54,85″ E | 253    |                                                 |
| 26 | Monaco                | Port de Fontvieille           | 43° 43′ 40,44″ N, 7° 25′ 25,78″ E | 160    |                                                 |
| 27 | Monaco                | Port Hercule                  | 43° 44′ 10,95″ N, 7° 25′ 54,95″ E | 700    | Grands yachts                                   |
| 28 | Menton                | Vieux port                    | 43° 46′ 37,37″ N, 7° 30′ 43,92″ E | 593    | Pêcheurs                                        |
| 29 | Menton                | Garavan                       | 43° 46′ 59,94″ N, 7° 31′ 19,7″ E  | 800    |                                                 |